# 信长之野望·烈风传
《信长之野望·烈风传》是一款由光荣公司制作和发行的历史类战略游戏。本游戏是信长之野望系列第8作。本游戏最初于1999年3月在Windows发行。游戏后移植至多个平台，包括PlayStation、Dreamcast和PlayStation Portable等。
游戏发生在日本战国时期，玩家可以选择某个领主，目的是要统一全国。在游戏中，武将的能力包括政治、战斗、采配、智谋、相性、寿命和义理。
游戏的音乐依旧由山下康介制作。